# Bateria da Ilha de Cajaíba
A Bateria da Ilha de Cajaíba localizava-se na ilha de mesmo nome, no litoral do atual estado brasileiro da Bahia.

## História
Constituiu-se numa bateria de campanha, erguida na iminência da Guerra da independência do Brasil (1822-1823) pelo comandante do Exército Pacificador de Cachoeira, coronel Felisberto Gomes Caldeira, para defesa da ilha de Cajaíba (SOUZA, 1885:98).